# Ornette Coleman

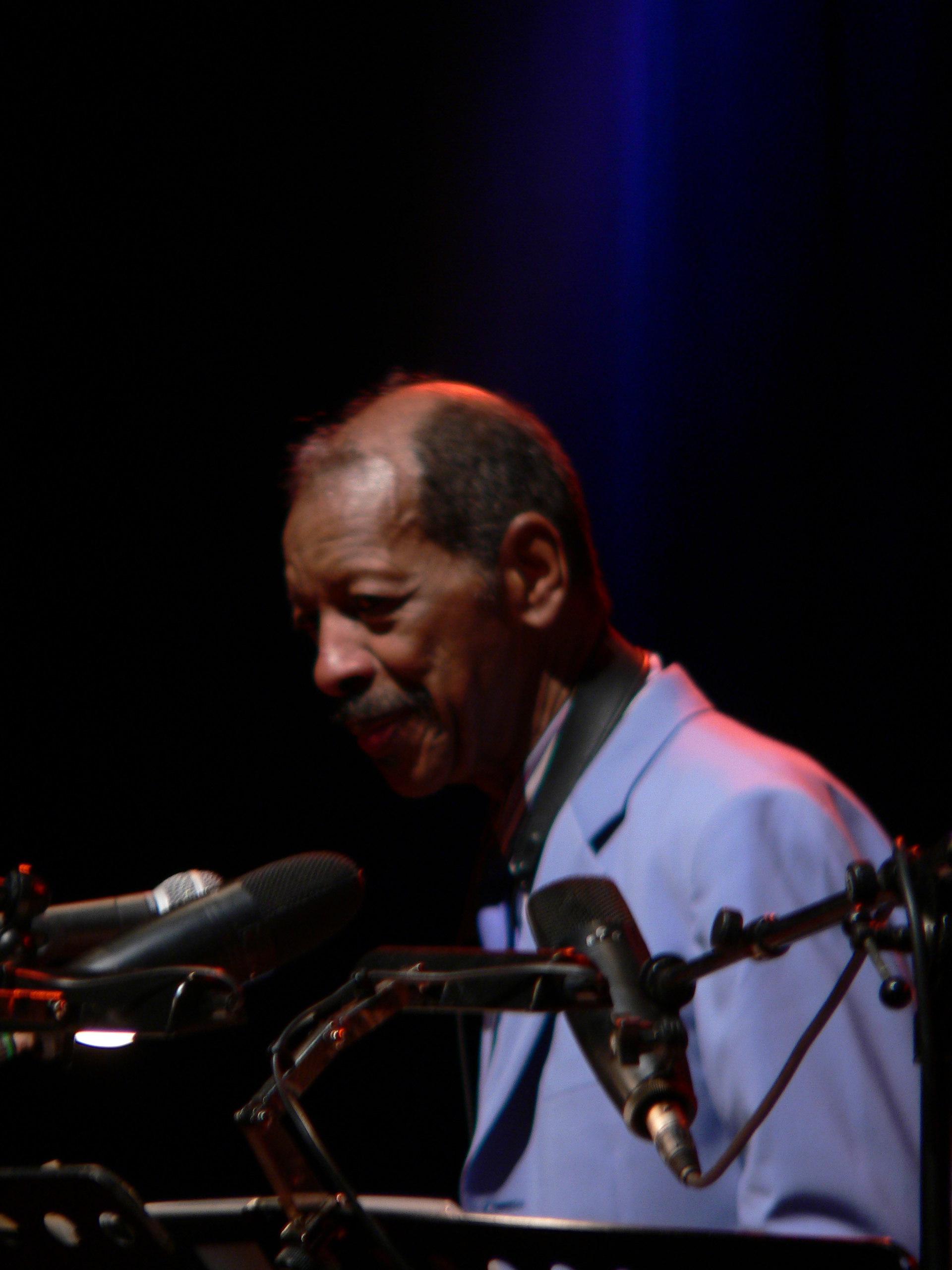
Ornette Coleman en 2005.

Randolph Denard Ornette Coleman (Fort Worth, 9 de marzo de 1930-Nueva York, 11 de junio de 2015) fue un saxofonista, trompetista, violinista y compositor estadounidense de jazz. Figura fundacional de la vanguardia jazzística con un cuarteto en el que estaba Don Cherry, sus innovaciones en el ámbito del free jazz fueron tan revolucionarias como controvertidas.

## Biografía
Inspirado en sus orígenes por Charlie Parker, comenzó a tocar el saxofón alto a los 14 años y el tenor dos años después. Sus primeras experiencias musicales fueron en bandas texanas de R&B, entre las que estaban las de Red Connors y Pee Wee Crayton, pero su tendencia a ser original estilísticamente le granjeó hostilidades entre las audiencias y los músicos. Coleman se trasladó a Los Ángeles a comienzos de los cincuenta, donde trabajó como técnico de ascensores mientras estudiaba libros de música. Conoció a músicos con aspiraciones similares en cuanto a grala originalidad: Don Cherry, Charlie Haden, Ed Blackwell, Bobby Bradford, Charles Moffett y Billy Higgins, pero no fue hasta 1958 (tras numerosos intentos de tocar con los mejores músicos de Los Ángeles) en que Coleman consiguió un núcleo de artistas con los que poder tocar su música. Apareció durante un breve período como miembro del quinteto de Paul Bley en el Hillcrest Club y grabó dos discos para Contemporary. Con la ayuda de John Lewis, Coleman y Cherry entraron en la Lenox School of Jazz en 1959, y estuvieron durante un largo período en el Five Spot en Nueva York, etapa que alertó al mundo del jazz acerca de la llegada de una nueva y radical forma de hacer jazz. Desde ese mismo momento, Coleman fue calificado a partes iguales como genio y como fraude.

## El inicio de otro estilo del Jazz
Entre 1959 y 1961, Coleman grabó una serie de discos para Atlantic que se han convertido en clásicos; formando un cuarteto con Don Cherry, Charlie Haden, Scott LaFaro o Jimmy Garrison en el bajo y Billy Higgins o Ed Blackwell en la batería, Coleman creó una música que influiría enormemente en muchos de los grandes improvisadores de los sesenta, incluyendo a grandes figuras como John Coltrane, Eric Dolphy y la mayor parte de los intérpretes de free jazz de mediados de los sesenta. Uno de esos discos, una jam session de casi cuarenta minutos llamada Free Jazz, fue realizado con un doble cuarteto con Coleman, Cherry, Haden, LaFaro, Higgins, Blackwell, Dolphy y Freddie Hubbard.

## Retiro temporal
En 1962, Ornette Coleman, sintiéndose infravalorado por su compañía discográfica y por los clubes donde tocaba, sorprendió al mundo del jazz retirándose durante un periodo. Empezó a tocar la trompeta y el violín (tocando este último como si fuese una batería) y, en 1965, grabó con todos estos instrumentos con un trío formado por el bajo David Izenzon y el batería Charles Moffett. A finales de la década, Coleman formó un cuarteto con el saxo tenor Dewey Redman, Haden y Blackwell o su hijo Denardo Coleman en la batería. Además, Coleman escribió algunas obras atonales y clásicas para grupos de cámara y actuó en unas pocas ocasiones con Don Cherry.

## La década de 1970: el sonidoFree Funk

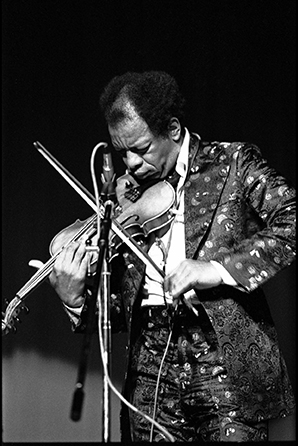
Ornette Coleman (1978)

A comienzos de los setenta, Coleman entró en la segunda mitad de su carrera. Formó un doble cuarteto compuesto por dos guitarras, dos bajos eléctricos, dos baterías y su propio saxo alto. El grupo, llamado Prime Time, produjo una música densa, ruidosa y frecuentemente ingeniosa; todos sus miembros parecían tener un estatus similar, aunque Coleman tenía un papel más relevante. Coleman llamaba a su música harmolodics, simbolizando con ello la similar importancia que tenía en ella lo armónico, lo melódico y lo rítmico. Técnicamente, se la ha calificado de free funk. Entre sus acompañantes en el grupo estuvieron el batería Ronald Shannon Jackson y el bajo Jamaaladeen Tacuma, además de su hijo Denardo.
Prime Time fue una gran influencia para la música del grupo M-Base de Steve Coleman y Greg Osby. Pat Metheny (un admirador de Coleman) colaboró con él en Song X, Jerry García tocó como tercera guitarra en una grabación y Ornette se reunió ocasionalmente con los miembros de su cuarteto original durante los años ochenta.
Ornette Coleman creó su propio sello discográfico, Sound Grammar.

## Fallecimiento
Falleció debido a un paro cardíaco el 11 de junio de 2015, a los 85 años, en Nueva York.

## Selección discográfica
- Something Else!:The Music of Ornette Coleman (1958) (Contemporary/OJC)
- The Art of the Improvisers (1959) (Atlantic)
- The Shape of Jazz to Come (1959) (Atlantic)
- Change of the Century (1959) (Atlantic)
- Free Jazz (A Collective Improvisation) (1960) (Atlantic)
- This Is Our Music (1961) (Atlantic)
- Crisis (en directo) (1969) (Impulse!)
- Science Fiction (1971) (Columbia)